# Przelewice (Powiat Pyrzycki)
Przelewice (deutsch Prillwitz) ist ein Dorf im Powiat Pyrzycki (Pyritzer Kreis) der polnischen Woiwodschaft Westpommern. Das Dorf ist der Verwaltungssitz der Gmina Przelewice (Gemeinde Prillwitz).

## Geographische Lage
Das Dorf liegt in Hinterpommern, etwa 13 Kilometer ostsüdöstlich der Stadt Pyritz (Pyrzyce) und vier Kilometer südlich des  Plönesees (Jezioro Płoń).
An das Straßennetz ist der Ort über eine Nebenstraße zwischen Kosin (Kossin) und Płońsko (Plönzig) angeschlossen, sieben Kilometer südöstlich der Woiwodschaftsstraße 122, die Pyritz  und Dolice (Dölitz, 16 Kilometer) verbindet. Die nächste Bahnstation ist Dolice an der Bahnstrecke Poznań–Szczecin.

## Ortsname
Die deutsche Ortsbezeichnung Prillwitz findet sich noch einmal in Mecklenburg-Vorpommern als Ortsteil der Gemeinde Hohenzieritz.

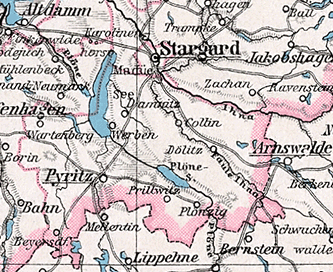
Prillwitz ostsüdöstlich der Stadt Pyritz und südlich des Plönesees (Plöne-S.) auf einer Landkarte von 1905.

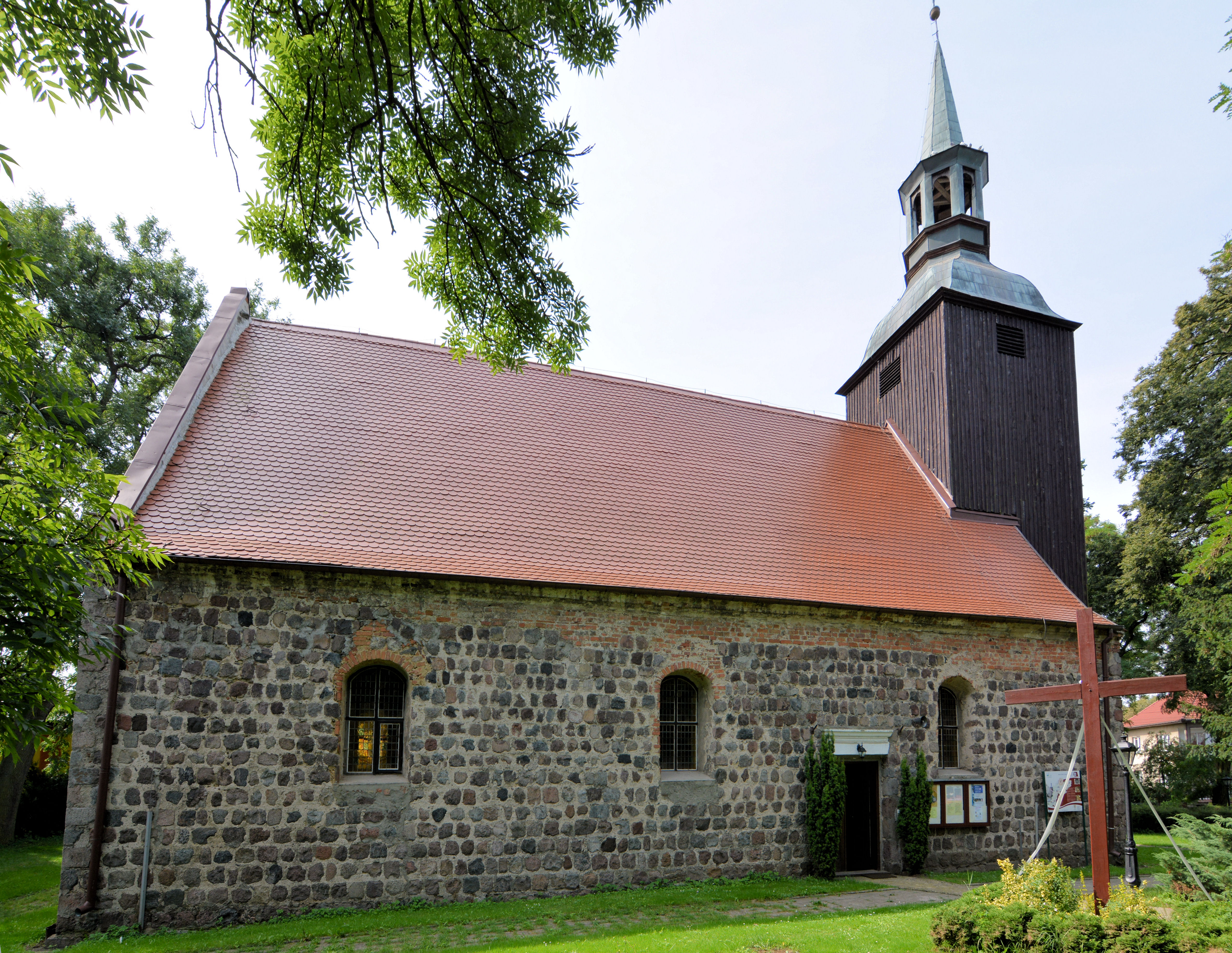
Dorfkirche (bis 1945 evangelisch).

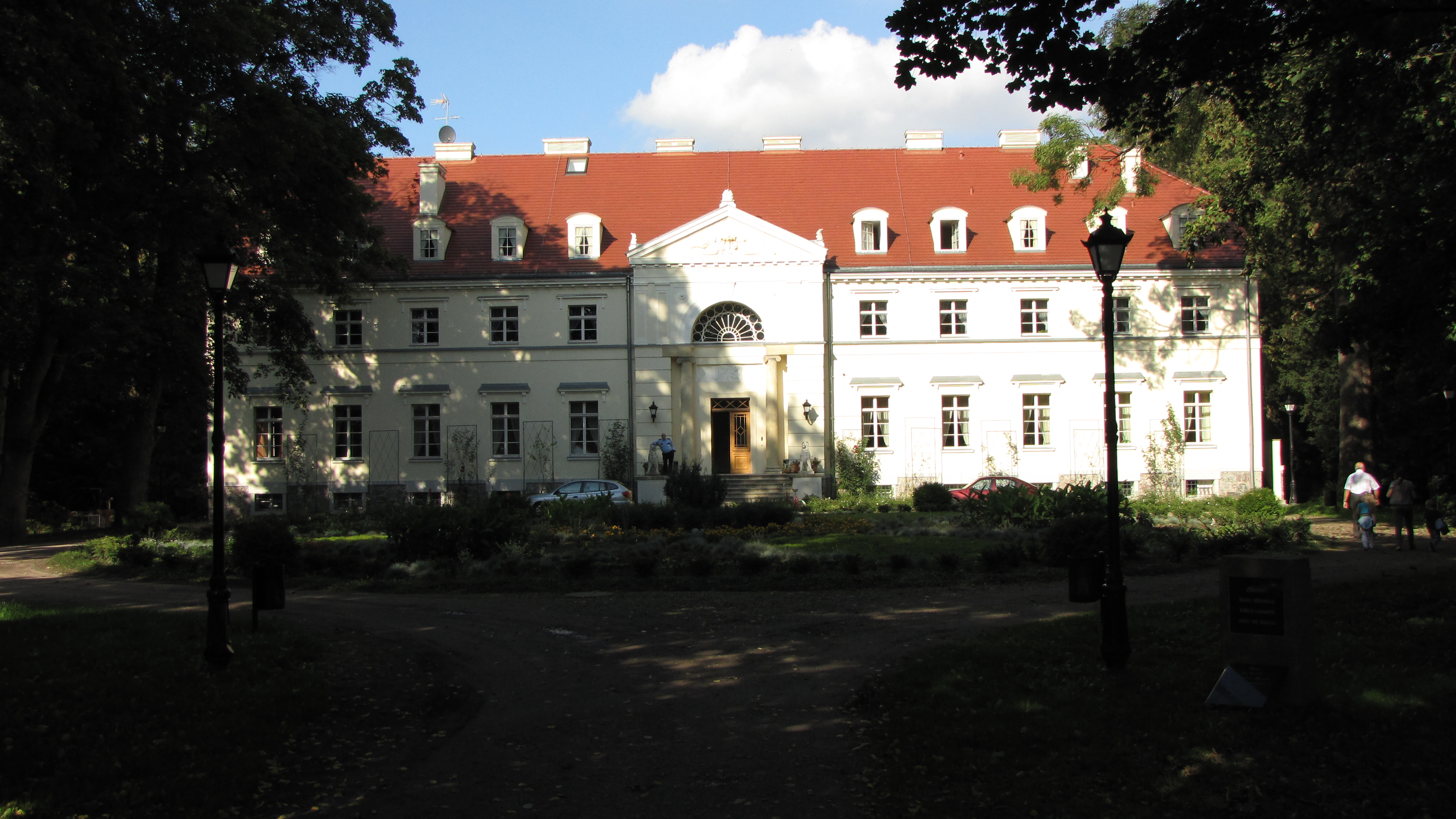
Gutshaus Prillwitz

## Geschichte
Das Dorf Prillwitz ist eine Gründung aus dem 13. Jahrhundert.
Das Gut war lange Zeit im Besitz der Familie von Schack. Im Jahr 1799 verkaufte es Otto Friedrich Ludwig von Schack (1763–1815) an den Geheimen Finanzrat August Heinrich von Borgstede, der 1800 ein neues Herrenhaus errichten ließ, mit dem das Gut Prillwitz zu einem der schönsten pommerschen Landsitze wurde. Ein unbekannter Architekt des Berliner Klassizismus – eventuell Heinrich Gentz – fertigte den Entwurf für das Herrenhaus.
Prillwitz ist das Dorf, in das 1802 die ersten Merinoschafe aus Spanien kamen und von hier aus Eingang in alle preußischen Schafzuchtbetriebe fanden.
Im Jahre 1821 kaufte Prinz August von Preußen, Neffe von Friedrich dem Großen, das schlossähnliche Herrenhaus für seine Geliebte Auguste Arend, die hier bis zu ihrem Tod 1834 lebte und 1825 unter dem Namen „von Prillwitz“ in den preußischen Adelsstand erhoben wurde. Im zugehörigen Schlossgarten gab es eine Baumschule für Obstbäume.
1876 wurde das Herrenhaus Eigentum von Caspar Lachmann.
Im Jahr 1898 bekam Prillwitz mit dem Bau der Kleinbahnlinie der Pyritzer Kleinbahnen von Pyritz (heute polnisch: Pyrzyce) nach Plönzig (Płońsko) Anschluss an das preußische Eisenbahnnetz.
1922 kam das Gut in den Besitz des Unternehmers Conrad von Borsig, der bis zu seinem gewaltsamen Tod 1945 Eigentümer blieb und den botanischen Garten anlegte, der heute noch erhalten ist.
Vor 1945 bildete Prillwitz eine Landgemeinde im Landkreis Pyritz der preußischen Provinz Pommern. Zur Gemeinde gehörten auch die Wohnplätze Augustthal, Bahnhof Prillwitz, Felixhöhe und Malwinenvorwerk. Die Gemeinde gehörte zum Amtsbezirk Prillwitz, in den auch die Nachbargemeinden Kloxin, Klücken, Kossin und Luisenhof eingegliedert waren.
Gegen Ende des Zweiten Weltkriegs eroberte im Februar 1945 die Rote Armee die Region. Kurz darauf unterstellte sie Prillwitz zusammen mit ganz Hinterpommern der Verwaltung der Volksrepublik Polen. Das Dorf wurde in Przelewice umbenannt, seine Einwohner in der darauf folgenden Zeit vertrieben und durch Polen ersetzt.
Seit 1945 ist der Ort dem Powiat Pyrzycki in der Woiwodschaft Westpommern (bis 1998 Woiwodschaft Stettin) zugeordnet.
Das ehemalige Herrenhaus der Gutsanlage wurde nach 1945 in Wohnungen für Arbeiter der Landwirtschaftlichen Produktionsgesellschaft umgewandelt. 1994 übernahm es die Gemeinde Przelewice und richtete in dem restaurierten Gebäude ein Konferenzzentrum und Hotel ein. Der Schlosspark ist als dendrologische Anlage zugänglich, vom Mausoleum der Familie Prillwitz sind nur Reste vorhanden.
Heute ist der Ort namensgebender Verwaltungssitz der Gmina Przelewice (Gemeinde Prillwitz), in der er ein eigenes Schulzenamt bildet. Im Jahre 2010 lebten 794 Menschen in Przelewice.

## Einwohnerzahlen
| Jahr | Ein- wohner | Anmerkungen                                                                            |
| ---- | ----------- | -------------------------------------------------------------------------------------- |
| 1816 | 449         | davon 327 im Dorf, 43 auf Vorwerk Lindenbusch, 35 auf Augustthal und 44 auf Louisenhof |
| 1864 | 625         | davon 339 Einwohner auf dem Rittergut, 286 im Dorf                                     |
| 1867 | 257         | [ 9 ]                                                                                  |
| 1871 | 286         | darunter 274 Evangelische, ein Katholik und elf Juden (ein Nicht-Preuße)               |
| 1925 | 827         | darunter 718 Evangelische, 91 Katholiken und ein Jude                                  |
| 1933 | 818         | [ 10 ]                                                                                 |
| 1939 | 806         | [ 10 ]                                                                                 |

## Kirche

### Dorfkirche
Von den alten Bauformen des Gebäudes, einem Granitquaderbau des 13. Jahrhunderts, sind nur die Blenden des Ostgiebels erhalten sowie zwei Portale aus sauber behauenem Granit. Der Turm an der Westseite steht nur zur Hälfte frei. Der barocke Kanzelaltar ist ein Werk aus der ersten Hälfte des 18. Jahrhunderts.

### Kirchen-/Pfarrgemeinde
Vor 1945 war Prillwitz als eigenständige Kirchengemeinde eine Filialgemeinde im evangelischen Kirchspiel Kloxin (heute polnisch: Kłodzino). Sie gehörte zum Kirchenkreis Pyritz im Westsprengel der Kirchenprovinz Pommern der Kirche der Altpreußischen Union. Im Jahre 1940 zählte sie 1.056 Gemeindeglieder, dreimal mehr als die Pfarrgemeinde Kloxin. Das Kirchenpatronat für Prillwitz im Kirchspiel Kloxin vertraten zuletzt als Besitzer auf Prillwitz die Gebrüder Geheimräte Conrad und Ernst von Borsig gemeinsam. Letzter deutscher Geistlicher war Pfarrer Erich Bake.
Seit 1986 gibt es in Przelewice eine katholische Pfarrei mit dem Namen Matki Bożej Królowej Polski (Mutter Gottes, Königin Polens). Sie gehört zu m Dekanat Barlinek (Berlinchen) im Erzbistum Stettin-Cammin. Hier lebende evangelische Kirchenglieder gehören zum Pfarramt der St. Trinitatiskirche in Stettin in der Diözese Breslau der Evangelisch-Augsburgischen Kirche. Kirchort ist Kłodzino (Kloxin).

## Söhne und Töchter des Ortes
- Carl Ferdinand Busse (1802–1868), deutscher Architekt, preußischer Baubeamter, Mitglied der Oberbaudeputation in Berlin und Mitarbeiter von Karl Friedrich Schinkel